# Rab Huna
Rab Huna war ein Amoräer der zweiten Generation (250–290) in Babylonien (* um 212 oder 216; nach Iggeret Rab Scherira Gaon gestorben 297, was aber unwahrscheinlich ist, vermutlich starb er Jahrzehnte früher).
Er war vor allem Halachist, Zeitgenosse Rabbis, Schüler von Rab und Mar Samuel; bedeutendster Lehrer in Sura nach Rab.
Rab Huna war vermutlich identisch mit dem gelehrten Exilarchen Huna II.
Sein Leichnam wurde nach Palästina gebracht.
Rabbah bar Rab Huna war sein Sohn.